# Brigitte Schockaert
Pour les articles homonymes, voir Schockaert.
Brigitte Schockaert (née le 23 juin 1933) est une cavalière belge de saut d'obstacles. Elle a participé aux Jeux olympiques d'été de 1956 et aux Jeux olympiques d'été de 1960.
Elle est l'une des premières cavalières à participer aux Jeux olympiques d'été de 1956 en saut d'obstacles, s'agissant de la première épreuve olympique d'équitation devenue mixte,. Elle est ainsi pionnière, avec la cavalière britannique Pat Smythe.